# Emèrit Bono
Emèrit Bono Martínez (en catalan) ou Emérito Bono Martínez (en castillan), né à Sagonte (province de Valence, Espagne) le 13 mars 1940, est un économiste et homme politique, membre du Parti communiste d'Espagne-Parti communiste du Pays valencien (PCE-PCPV) puis du Parti socialiste du Pays valencien-PSOE.

## Biographie
Il est diplômé en économie de l'université de Barcelone.
Militant antifranquiste, il est l'un des principaux organisateur de la Junta Democràtica de València — émanant du PCE-PCPV et rattachée à la Junta Democrática de España — en 1974.
Il est conseiller délégué aux Transports et au Bien-être social du Conseil du Pays valencien sous la présidence du socialiste Josep Lluís Albiñana entre avril et juin 1978.
Il est député au Congrès des députés de la circonscription de Valence lors de la législature constituante (1977-1979) puis de la première législature ordinaire (1979-1972),.
En 1983, il est élu conseiller de l'ayuntamiento de Valence.
À partir de 1987, il quitte le PCE-PCPV pour rejoindre le PSPV-PSOE.